# Чужий (фільм)
«Чужий» (англ. Alien) — культовий науково-фантастичний фільм жахів режисера сера Рідлі Скотта, в головних ролях якого зіграли Том Скеррітт, Сігурні Вівер, Вероніка Картрайт, Гаррі Дін Стентон, Джон Герт, Ієн Голм та Яфет Котто. Назва фільму відсилає до його антагоніста — Чужого, надзвичайно небезпечної іншопланетної істоти, з довжелезної голови якої висуваються одна з одної дві щелепи. Цей монстр вигублює екіпаж космічного корабля Ностромо. Прем'єра фільму в США відбулася 25 травня 1979 року.           В Україні ж перший показ відбувся 5 жовтня 1997 року на каналі "1+1" з двоголосим закадровим озвученням студії «1+1».

### Виробництво
Виробництвом фільму займалась компанія Brandywine Productions, а дистрибуцією 20th Century Fox. Продюсерами картини виступили Девід Джилер, Волтер Гілл, Ґордон Керролл, які значно доповнили першу версію сценарію. Зовнішній вигляд «Чужого» та інші атрибути позаземного походження — витвір уяви швейцарського митця Ганса Рудольфа Гігера й технічної майстерності італійського «чарівника спецефектів» Карло Рамбальді. За розробку дизайну елементів, пов'язаних із людьми, відповідали художники Рон Кобб та Кріс Фос.
Продюсери побоювалися, що на роботу Скотта, маловідомого на той час режисера, чекає оглушливий касовий провал, бо глядачі сприйматимуть «Чужого», як «черговий малобюджетний трилер», та він переконав їх збільшити фінансування. Саундтрек до фільму написав уже відомий на той час американський композитор Джеррі Ґолдсміт. Його музика не сподобалася дирекції 20th Century Fox, проте, співпрацювати з ним було ощадливіше. У свою чергу, Ґолдсміта дратувало те, як режисер використовував його мелодії. Однак, попри скепсис проводу компанії, «Чужий» став подією в кіно. Він заробив багато схвальних відгуків (найпаче за візуальні ефекти й музику) і зрештою зробився культовим як своєрідна нігілістична відповідь оптимізму «Космічної одіссеї 2001 року» Стенлі Кубрика.
Стрічку віншували низкою нагород, з-поміж яких премія «Оскар» за найкращі візуальні ефекти, «Сатурн» за «Найкращий науково-фантастичний фільм», «Найкращу режисерську роботу», «Найкращу другорядну жіночу роль», премію «Г'юґо» за найкращу постановку, а також багато інших відзнак і номінацій.
«Чужий» започаткував серію фільмів, головну роль у яких надалі грала Сігурні Вівер (чия кар'єра відтоді пішла стрімко вгору), та інших творів: книг, відеоігор, коміксів та іграшок, а також серії «перетину вигадок» — "Чужий проти Хижака", в рамках якої вийшли дві повнометражні кінокартини, комікси й відеоігри.
2002 року Бібліотека Конгресу внесла «Чужий» у Національний реєстр фільмів задля збереження історичної спадщини як «культурно, історично і естетично значущий». Американський інститут кіномистецтва поставив його на 7 місце в переліку найкращих фантастичних аудіовізуальних творів. Британський часопис Empire дав йому 33 позицію в списку найкращих фільмів усіх часів.
На 23 жовтня 2023 року картина займала 53-ю позицію у списку 250 кращих фільмів за версією IMDb.
Слоґани фільму:
- У космосі ніхто не почує ваш крик[5]
- Слово застереження
- Це Чужий, восьмий пасажир

## У ролях
- Боладжі Бадеджо[11] — Чужий, антагоніст фільму.
- Сігурні Вівер — Еллен Ріплі, ворент-офіцер космічного корабля «Ностромо». Протагоністка фільму.
- Том Скеррітт — Даллас, капітан «Ностромо».
- Джон Герт — Кейн, помічник капітана.
- Вероніка Картрайт — Ламберт, штурман.
- Гаррі Дін Стентон — Бретт, механік.
- Ієн Голм — Еш, буцімто відповідальний за наукові досліди на кораблі вчений. Насправді андроїд, відправлений на «Ностромо», аби дбати про інтереси компанії й будь-що доправити Чужого на Землю.
- Яфет Котто — Паркер, головний інженер.
- Гелен Гортон[de] — голос бортового комп'ютера «Ностромо». Екіпаж звертається до нього «мама» (англ. Mother, що походить від назви комп'ютера «MU/TH/UR 6000»).

## Сюжет
2122 рік. Керований автопілотом космічний буксир «Ностромо» транспортує на Землю 20 мільйонів тонн руди з іншої планети. З огляду на значну тривалість польоту, команда занурена в анабіоз. Коли автоматика судна переводить анабіозні камери в режим пробудження, члени екіпажу спершу гадають, що рейс завершився і Земля вже близько. Проте виявляється, що «Ностромо» перебуває в системі ζ-2 (Дзета Сітки) сузір'я Сітки біля невідомого планетоїду (LV-426). Бортовий комп'ютер «Мама» перервала рух корабля, перехопивши звідти постійно повторюваний радіосигнал невідомого, але достеменно технічного походження. За статутом компанії, її працівники, що отримали звістку розумного життя, мають знайти й дослідити її джерело.
Команда відпасовує основу корабля від вантажу, який полишають на орбіті, і висаджується на поверхню планетоїду. Під час приземлення корабель зазнав пошкоджень. Капітан Даллас, офіцер Кейн та штурман Ламберт вирушають на пошуки, натомість решта екіпажу (ворент-офіцер Ріплі, науковий офіцер Еш, інженери Бретт та Паркер) лишаються, аби лагодити судно й контролювати експедицію. Даллас, Кейн та Ламберт з'ясовують, що сигнал надсилала масивна конструкція, очевидно — розбитий позаземний зореліт.
Увійшовши всередину, вони втрачають зв'язок із «Ностромо», тож не здогадуються про справжній зміст сигналу, який визначив комп'ютер, остаточно розшифрувавши радіохвилі: це не заклик про допомогу, а попередження про небезпеку. На кораблі астронавти знаходять велетенський труп пілота-чужопланетянина, в якого стирчать навиворіт ребра: він загинув у своєму сидінні, неначе вибухнувши зсередини. Оглядаючи корабель, Кейн спускається до його нижнього відсіку й стикається у величезному трюмі з оповитими в шар туману вкритими шкірою об'єктами, подібними до кладки яєць або коконів. Придивившись до одного з них, дослідник помічає там рух і повідомляє про те решті рацією. Щойно помічник капітана торкається моторошного кокона, той розкриває свої пелюстки. Коли ж допитливий землянин заглядає всередину, звідти миттю вистрибує якась павукоподібна почвара, яка пробиває шолом його скафандра й присмоктується до лиця.
Даллас і Ламберт відносять непритомного Кейна до човника, на містку якого вартує Ріплі. Дізнавшись, що Кейн уражений невідомим організмом, Ріплі, як офіцер безпеки, відмовляється пустити групу на борт на вимогу статуту про обов'язковий добовий карантин і не підкоряється навіть наказу капітана Далласа. Але Еш ігнорує рішення Ріплі і вручну відчиняє шлюз, аби впустити трійку.
Після повернення на «Ностромо» Еш і Даллас проводять первинний огляд і встановлюють: чужопланетний організм утримує Кейна в стані коми. Зняти паразита не видається можливим — він міцно тримається шкіри обличчя та шиї. Відтяти павука хірургічно годі намагатись: при надрізанні одна з його з «лап» порскає рідиною, яка в поєднанні з повітрям утворює ядучу органічну сполуку, що пропалює внутрішні перекриття корабля на два рівні.
Ще до старту буксира з планетоїду LV-426 Еш помічає, що дивна істота звільнила бранця та сконала. За згоди капітана й попри обурення Ріплі, він вирішує зберегти її труп. Незабаром після відльоту Кейн прийшов до тями. Екіпаж готувався знову лягти в кріокамери, аж під час «святкової трапези» в Кейна починається якийсь напад. Він падає на стіл і з його тіла, пробивши грудну клітку, виривається невелике, схоже на хробака створіння. Паркер хапає ножа, аби його вбити, але Еш зупиняє його, тимчасом як загадкова істота швидко тікає з приміщення та ховається в глибинах неосяжного корабля.
Після поховання Кейна (викидання загорнутого в саван тіла у відкритий космос) Даллас та інші члени екіпажу, спорядившись детектором руху, вирушають на пошуки прибульця, проте засікають лише кота Джонса. Тож аби не відволікатися ним, Паркер наказує Бретту спіймати пухнастого й посадити в клітку. За цей час мала зміювата потвора скинула шкуру та виросла в дорослу особину, більшу й дужчу за людину. Бретта, що відбивається від гурту, впольовує та уносить у повітропровід Чужий.
Усі погоджуються, що невловиме страховисько для пересування використовує систему вентиляції, тому Даллас з вогнеметом прямує у вентиляційну мережу, плануючи загнати непроханого гостя в шлюз і випхати у відкритий космос. Просуваючись вузькими тунелями, він тримає зв'язок із рештою команди, що координує його дії, послуговуючись локаторами. Чудовисько майже пеленгують, але через недосконалість приладів та вказівку, що її неправильно зрозумів капітан, Даллас був заскочений зненацька. Він геть чисто зникає: товариші знаходять самий вогнемет.
Командування кораблем та доступ до бортового комп'ютера переходить до Ріплі. Вона запитує в «Мами» пораду про знищення чужопланетянина і відкриває, що комп'ютер має таємні надпріоритетні інструкції від «Компанії» (названої Вейленд-Ютані (Weyland-Yutani) в продовженнях фільму), так званий «спеціальний наказ № 937»: при нагоді отримати нову форму життя, змінити курс «Ностромо», дослідити її та привезти зразки на Землю задля вивчення на предмет біологічної зброї, хоч би й довелося пожертвувати екіпажем.
Після того, як Ріплі дізнається про підступ Компанії, медик Еш нападає на Ріплі — знищення Чужого для нього неприпустиме. Але їй на допомогу вчасно нагодилися Паркер і Ламберт. Вони трощать голову науковцю вогнегасником і виявляють, що той був андроїдом. Пізніше, запустивши комп'ютерну систему голови Еша, Ріплі його допитує. Він зізнається, що запрограмований за всяку ціну зберегти «восьмого пасажира». На питання про можливий порятунок Еш, точніше напіввідірвана від тулуба голова, спльовуючи піну, висловлює щирий захват холоднокровності Чужого й додає: люди не мають жодних шансів проти такого «досконалого організму», як Чужий, такого бездоганного хижака, що йому за кров править молекулярна кислота й чия агресія не обтяжена жалістю та мораллю. На додачу капосний робот ще й глумиться з людей. Роздратований Паркер спалює андроїда з вогнемета. Члени екіпажу постановляють мерщій евакуюватися й підірвати «Ностромо».
Поки Ріплі готує самознищення буксира, Ламберт та Паркер переносять до рятувальної капсули потрібний інвентар і запаси. Раптово Ріплі згадує про кота Джонса й кидається до рубки знайти його. Тим часом Чужий вистежує і вбиває Ламберт з Паркером та перекриває шлях до рятувальної капсули. На скасування процедури самознищення корабля вже бракує часу і єдиний шанс врятуватися для Ріплі — покинути корабель. Ріплі все ж таки пробирається в рятувальну капсулу, прихопивши із собою кота, і встигає відлетіти на ній від «Ностромо». Тим часом відлік «Мами» закінчується і Ріплі як стій споглядає в ілюмінаторі дивовижні візерунки потужного вибуху, що осяяв космос.
У капсулі, готуючись до занурення в кріосон, поклавши до кріокамери кота, Ріплі натрапляє на Чужого. Сховавшись посеред устаткування шлюпки, він упав у сплячку абощо. Ріплі вдається непомітно вдягти скафандр і розгерметизувати капсулу. Потік повітря засмоктує Чужого, проте він хапається за краї отвору. Тоді ворент-офіцер вистрілює в Чужого з гарпуна й таким чином виштовхує за борт. Ріплі викидає зброю, та шлюз капсули в останній момент блокується линвою гарпуна, на якій тримається Чужий. Він намагається пробратися в сопло, та Ріплі запускає двигуни й реактивний струмінь жбурляє Чужого в безодню всесвіту.
Ріплі занотовує в бортовому журналі те, що сталося на «Ностромо» (повідомляючи, що за її підрахунками вона сягне межі залюднених світів за шість тижнів і, якщо їй пощастить, сигнал шлюпки засічуть). Затим вона й сама лягає в кріокамеру. Анабіоз має тривати допоки рятувальну капсулу не знайдуть.

## Створення

### Передісторія
Вивчаючи кінематограф в Університеті Південної Каліфорнії, Ден О'Беннон спільно з режисером Джоном Карпентером та маляром Роном Коббом узяв участь у роботі над фантастичною комедією «Темна зірка». У фільмі фігурував «інопланетянин», зроблений із розфарбованого волейбольного м'яча, і цей досвід надав О'Беннону бажання «створити прибульця, що виглядав би як живий». За кілька років він почав працювати над аналогічною історією, але з ухилом у бік фільму жахів: «Я знав, що хотів зафільмувати горор, де дія точилася б на космічному кораблі з невеликим екіпажем», — згадував він пізніше, — «як у „Темній зірці“, тільки не комедію, а фільм жахів».

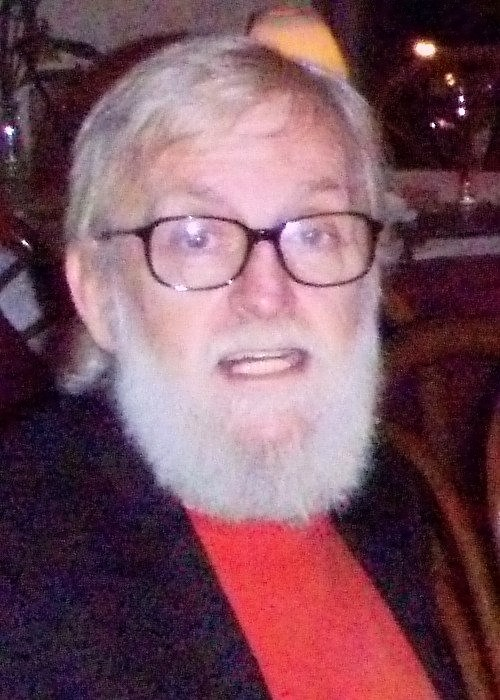
Ден О'Беннон у 2008 році

Тим часом автор-початківець Рон Шуссет, вражений «Темною зіркою», звернувся до О'Беннона з пропозицією про співпрацю, і вони домовилися про сумісну роботу над своїми проєктами. Шуссет хотів спробувати свої сили в кінематографі й купив права на адаптацію розповіді Філіпа К. Діка «З глибин пам'яті». Тепер він шукав споборника, що допоміг би йому написати на його основі сценарій для повнометражної екранізації. Вони швидко порозумілися, й О'Беннон заходився адаптувати розповідь Діка, яка багато років опісля перетворилася на кінострічку «Пригадати все». Водночас він поділився з Шуссеттом своєю давньою ідеєю фільму про астронавтів, що сіли на незвідану планету й зіткнулися там із ворожою формою життя. О'Беннон добре уявляв собі перший акт фільму, та не знав, у якому напрямку рухати сюжет далі. Шуссет запропонував компаньйону використати одну з його ідей — про ґремлінів, що вподобали літак «Б-17» під час Другої світової війни, з поправленням на космічне спрямування — для другої частини історії.
Вони вирішили почати з ідеї О'Беннона, вважаючи її за дешевшу для реалізації. Останній написав 29 сторінок сценарію під назвою «Пам'ять», що мав би правити за перший акт майбутнього фільму: прокинувшись, команда астронавтів виявляє, що їхній політ був перерваний через сигнал, отриманий з дивного планетоїда. Під час дослідження корабель пошуковців виходить з ладу. Однак, на той час О'Беннон ще не мав чіткого уявлення про те, яким буде чужопланетний антагоніст. Але незабаром йому зателефонував режисер Алехандро Ходоровський, чия «Темна зірка» привела його в захват, і він запросив О'Беннона займатись спецефектами й доробляти сценарій до своєї екранізації «Дюни». О'Беннон пристав на пропозицію й полетів до Парижу, де й пробув наступні 6 місяців. Там він познайомився з такими художниками як Кріс Фосс, Жан Жіро та Ганс Рудольф Гігер, чий макабричний доробок його неабияк захопив. О'Беннона приголомшили обкладинки Фосса для книжок з наукової фантастики, а моторошні малюнки Гігера він знайшов такими, що «виводять з рівноваги»: «Його картини справили на мене доглибне враження. Я ніколи раніше не бачив нічого похмурішого й водночас прекраснішого за його роботи. Тож я написав сценарій про монстра Гігера».

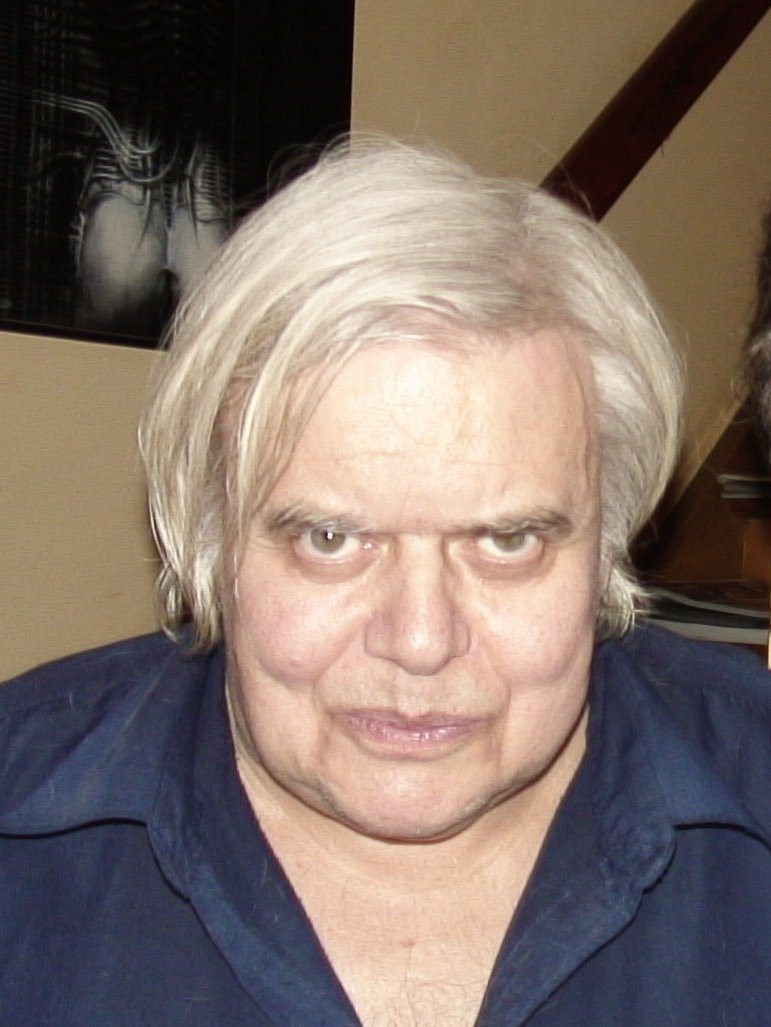
Ганс Рудольф Ґіґер

Відтак сталося непередбачуване: екранізацію «Дюни» скасовано, й О'Беннону довелося повернутися до Штатів без копійчини в кишені. Його осіли злидні. Він не мав машини й грошей аби сплачувати за житло, що допровадило його до важкої депресії. На додачу сценарист потерпав від болю у животі. Щоб не ночувати на вулиці, він був змушений попрохати Рональда Шуссета тимчасово прихистити його. Хоч Рональд сам далеко не розкошував, він зміг надати другові тільки диван. О'Беннон як міг перебивався випадковими заробітками (на зразок невеличкого підробітку із спецефектами до «Зоряних війн») і єдиним виходом зі скрути для нього було хутко написати й продати сценарій. У підсумку, вибір впав на історію з незвіданою планетою та прибульцем, позаяк вона видавалася набагато простішим та бюджетнішим проєктом, аніж «Пригадати все».

### Сценарій
Оновлений проєкт дістав назву «Зоряний звір» (англ. Star Beast), яка, втім, не задовольнила О'Беннона, тож він переназвав сценарій на «Чужий», помітивши, наскільки часто це слово трапляється в тексті. Йому та Шуссету сподобалася простота нової назви та її подвійне значення (в англійській мові слово «Alien» є рівночасно іменником і прикметником і означає як «чужинець», так «чужий, чужинський»). Шуссет запропонував ідею іншопланетного ембріона, вживленого в одного з членів екіпажу, який потім виривається з нього, гадаючи такий хід цікавим сюжетним поворотом, що дозволяє напаснику вдертися на борт корабля.
Під час написання сценарію О'Беннон надихався безліччю попередніх творів у жанрі наукової фантастики та жахів. Згодом він говорив: «Я не крав „Чужого“ в когось, я поцупив його у всіх одразу». «Щось з іншого світу» (1951) подало ідею про людей, переслідуваних іншопланетянином, що несе смерть, у замкненому просторі. «Заборонена планета» (1956) дала сценаристу ідею про корабель, який дістав пересторогу про небезпеку приземлення; на кораблі, що не дослухався попередження, членів екіпажу одного за одним убиває загадкова істота. «Планета вампірів» (1965) містить сцену, в якій герої наштовхуються на скелет інопланетянина-велета — це знайшло своє відбиття в сцені виявлення командою «Ностромо» тіла іншопланетянина на зорельоті, що зазнав катастрофи. О'Беннон також зауважував вплив розповіді Кліффорда Саймака «Звалище» (1953), в якому екіпаж приземляється на астероїд та виявляє контейнер із яйцями. Він також згадує про вплив розповіді «Дивні стосунки» Філіпа Хосе Фармера (1960), яка змальовує способи іншопланетного відтворення, а також різноманітні комікси, в яких монстри прогризають собі шлях назовні крізь людську плоть.
Тільки ідея з кислотою замість крові була оригінальною — О'Беннон ніяк не міг вигадати, чому ж люди не зможуть використати проти Чужого рушниці, револьвери тощо, і Рон Кобб, який тим часом уже робив ескізи до фільму, запропонував йому ідею кислоти. Таким чином, герої, дарма що вони мали потужну вогнепальну зброю (Кейн у вирізаному в прокатній версії, але доданому до DVD-фільму епізоді тримає щось на зразок пістолета; актори позують на промо-світлинах із якимись футуристичними девайсами), просто не могли нею користуватись, щоб не знищити корабель.

### Початковий варіант
2087 рік. Космічний корабель «Снарк» з екіпажем із 6 людей вертається на Землю, аж біля зоряної системи Дзета Сітки його комп'ютер перехоплює іншопланетний сигнал, після чого будить команду, що перебуває в анабіозі. Екіпаж складається з таких членів:
- Виконавчий офіцер Мартін Робі (Ріплі)
- Капітан Чез Стендарт (Даллас)
- Навігатор Делл Броссард (Кейн)
- Комунікатор Сенді Мелконіс (Ламберт)
- Інженер гірновидобувач Клів Гантер (Паркер)
- Технік Джей Фауст (Бретт)

(У сценарії була приписка, що всі персонажі — унісекс і їх можуть грати як чоловіки, так і жінки. Проте головного героя О'Беннон убачав тільки чоловіком)
Проаналізувавши меседж, пілоти встановлюють: його джерело — невеликий планетоїд, діаметром 120 кілометрів. Із ракетним гуркотом «Снарк» сідає на поверхню скелі (за сценарієм корабель міг змінювати свою конфігурацію, щоб здійснювати польоти в атмосфері). Відтак команда крізь клуби здійнятого бурею пилу вирушає на пошуки джерела, яким виявляється покинений багато десятиріч тому іншопланетний корабель грибоподібної форми, виїдений зсередини кислотою. Експедиція наштовхується на велетенського розміру кістяк прибульця (чий череп забере на борт опісля), надряпаний на панелі керування знак у вигляді трикутника, порожню шкіряну «урну» й автоматичний механізм, що надсилав сигнал. Астронавти повертаються на «Снарк», щоб обговорити бачене.
Пилова буря на поверхні планетоїду тим часом ненадовго вщухає, обрій розвидняється, і зайди помічають удалині невисоку кам'яну піраміду. Вирішивши, що надряпаний гуманоїдом об'єкт мав для нього якусь окрему важливість, Стендарт, Мелконіс та Броссард вибираються до нього на розвідку. Під цей час Робі нарешті розшифровує сигнал, який виявляється пересторогою. Але на цей момент буревій здіймається з новою силою, унеможливлюючи будь-який радіозв'язок. Дійшовши піраміди, герої видряпуються брилів'ям нагору та знаходять там отвір. Допитливий Броссард спускається туди (під пірамідою щось на кшталт печери) й відкриває, що атмосфера всередині насичена киснем. Він знімає маску, щоб ліпше все роздивитись.
Будівля виявляється якоюсь стародавньою релігійною спорудою, зведеною примітивною місцевою цивілізацією, яка, судячи з усього давним-давно зникла. Усередині викресані статуї восьминогоподібних створінь, а на розміщених на стінах фресках зображені піктограми, а також життєвий цикл певної істоти, що складається з чотирьох стадій. Та Броссард не встигає належно їх розглянути, бо його увагу приваблює постамент, на якому виставлені шкіряні урни, аналогічні тій, що була знайдена на кораблі прибульців. Тільки-но він підходить ближче, на його обличчя плигає паразит.
Броссарда вертають на судно. Робі відмовляється його впустити, але капітан віддає наказ, і йому доводиться підкоритися (опісля між чоловіками виникає шарпанина). Паразита намагаються зрізати. Виявляється, що він має кислотну кров. За деякий час він спадає сам — але позаяк мертва істота стрімко розкладається з виділенням кислоти, її не вдається гаразд дослідити, — її хутко викидають за борт, поки вона не проїла весь корпус. Нарешті «Снарк» відлітає з негостинного планетоїда. Броссард отямлюється, і перед тим, як лягти в кріосон екіпаж вирішує попоїсти. Під час харчування з Бросарда вилазить «зоряний звір». Поховавши тіло Бросарда в космосі, команда починає лови на потвору, щоб викинути її за борт. Становище тим кепське, що на кораблі брак кисню: позаяк передбачалося, що майже всю подорож люди відбудуть в анабіозі), його запасів вистачить усього на тиждень.
Екіпаж розбивається на два гурти: поки загін Робі намагається виловити корабельного кота, щоб не заважав пошукам, капітан Стендарт надибує в харчовому відсіку на прибульця, що підріс і тепер скидається на хробака з ногами й мацаками, й замикає його там. Відтак команда починає закачувати всередину отруйний газ, проте монстр, який встиг з'їсти всі запаси їжі, зламує ґрати й ховається у вентиляції. Оскільки звідти веде лише один вихід, капітан пропонує новий план: Гантер, на якого падає жереб, повзе вентиляцією і за допомогою вогнемета жене прибульця в засідку, решта чекає біля виходу з сіткою. Гантеру вдається вигнати Чужого просто до іншого виходу, але до того часу виявляється, що він вилюднів ще більше. Чужий убиває Мелконіса та втягає його тіло.
Поки шоковані астронавти ще раз до пуття вивчають світлини ієрогліфів, зроблені в печері, аби зрозуміти, чого чекати від чудовиська ще, Фауст простує на склад, щоб заправити вогнемета й раптово бачить Чужого, який сидить у шлюзі й ласує ногою Мелконіса. Настрашений технік доповідає про побачене Стендарту, і той вирішує відчинити шлюз. Але Чужий проявляє блискавичну реакцію: він вистрибує з відсіку, при цьому збиваючи з ніг Фауста, який звалюється точнісінько на пруг шлюзу, внаслідок чого його розчавлює дверми. Через те, що двері не зачинилися до кінця, починається розгерметизація. Недобитки екіпажу натужно ізолюють відсік. Натепер у живих зостається лише трійко людей, і повітря вони мають лише на шість годин. Робі пропонує підірвати корабель і врятуватись на шлюпці, але решта відкидає це: там тільки одна кріокамера і немає надсвітлових двигунів, тож політ до Землі займе кількасот літ.
Потому капітан пропонує начинити шлюпку вибухівкою, заманити на неї Чужого, використовуючи когось як принаду і підірвати її. За новим жеребкуванням, ризикнути мусить Робі. Він має сидіти в шлюпці, простежити, аби Чужий потрапив усередину, після чого встигнути втекти з неї до того, як зачиняться стулки шлюзу. Поки астронавти збирають вибухівку, вони раптом чують гучний стукіт звідкись згори: це труп Броссарда, притягнений ґравітацією судна, заплутався в устаткуванні й тепер б'ється об спостережний купол корабля. Усе готове, Стендарт і Гантер слідкують за Чужим, але страховисько перехитрує їх. Воно нападає на них з укриття, хапає Гантера й, утримуючи його поперед себе, як щит, починає ковтати. Не в змозі витримати це видовище, Стендарт випалює з вогнемета на Гантера.
Робі, почувши крики по радіо, кидає шлюпку та мчить на допомогу. Трохи згодом він знаходить лігво Чужого з замурованим у кокон Стендартом. Поряд спочиває кокон із рештками Мелконіса, який уже практично перетворився на спору, що з неї невдовзі вилупиться новий паразит. Стендарт благає вбити його, що побратим і робить. Забравши кота, череп прибульця й 10 кілограмів якогось цінного мінералу, Робі вимикає систему охолодження двигунів, що неминуче призводить до знищення зорельоту. Він біжить до рятувальної шлюпки й виявляє, що там на нього чатує Чужий. Робі замикає монстра, повертається до моторного відсіку, щоб скасувати самознищення корабля. та запізно: ядро реактору вже почало плавитися й до вибуху лишається менше трьох хвилин.
Не тямлячись від страху, він повертається до шлюпки — аж двері її відчинені. Чужого всередині не видно, а часу не детальний огляд уже немає. Виконавчий офіцер відлітає чимдалі, а потім споглядає, як термоядерний вибух поглинає «Снарк». Боковим зором він помічає, що Чужий усе ж таки сховався в шлюпці, надягає скафандра, і, вимовивши «Try a little of this, you fucking bastard», пробиває Чужого гарпуном і одночасно відчиняє шлюз. Потоком повітря чудовисько засмоктує назовні, але при цьому воно примудряється зачепитися за ногу Робі. Той дотягається до панелі керування й зачиняє шлюз, затискаючи один з мацаків Чужого. Відтак він запускає двигуни, які спопеляють монстра вщент. В останній сцені Робі надиктовує повідомлення, в якому розраховує, що приблизно за 250 років шлюпка сягне залюднених світів, і, якщо йому трохи пощастить, сигнал з його корабля засічуть. Він дивиться на череп прибульця і потім разом із котом лягає в кріокапсулу. В останньому кадрі показують шлюпку, що дрейфує в чорняві космосу, до її днища прикріплений стручок спори.
Коли сценарій був написаний десь на 85 %, О'Беннон та Шуссет 5 серпня 1976 року зареєстрували текст у Гільдії сценаристів і заходились пропонувати його кільком студіям, позиціюючи як «Щелепи в космосі». Після багаторазових перемовин, студія Роджера Кормана зацікавилася дітищем О'Беннона й висловила готовність не лише купити його, а й виділити 750 000 доларів на постановку стрічки. О'Беннон планував посісти режисерське крісло особисто, а Шуссет мав спродюсувати картину. Вони вже були ладні укласти угоду, коли інший режисер і їхній друг Марк Хоггард звернувся до них із допомогою в пошуках вигіднішої пропозиції та передав сценарій Волтеру Гіллу, Девіду Ґайлеру та Ґордону Кероллу, які напередодні заснували виробничу компанію «Брендівайн», пов'язану з 20th Century Fox. За згоди президента останньої Алана Ледда-молодшого, Гілл та Ґайлер підписали контракт із О'Бенноном і Шуссетом.

### Перероблення Ґайлера та Гілла
Очільники «Брендівайн» виявились незадоволені сценарієм і внесли в нього безліч правлень та змін. У першу чергу редагування зачепили імена персонажів, які, за словами О'Беннона, Гілл буквально зненавидів: так вони перетворилися на Далласа, Кейна тощо, а Ріплі стала жінкою. Відтак Ґайлер та Гілл заходилися позбуватись деяких інших фантастичних елементів: іншопланетного зорельота, опису планетоїду, що на нього сідали астронавти, а також згадки зірки Дзета Сітки (натомість дія розгортається в певній «П'ятій галактиці»). Водночас співавтори збільшили чисельність екіпажу до семи людей, додавши шпигуна-андроїда, який працював на неназвану Компанію. Так у фільмі з'явився соціальний підтекст, що посутньо визначив напрямок, у якому розвиватимуться сиквели. І хоча О'Беннон уважав, що ці оновлення не привнесли нічого корисного в сюжет та зруйнували атмосферу вибудованого ним саспенсу, Рональд Шуссет оцінив внесок Ґайлера та Гілла.
Екіпаж космічного корабля «Ностромо» (алюзія на однойменний роман Джозефа Конрада), який перевозить метан, отримує сигнал SOS та сідає на якійсь невідомій планеті у «П'ятій галактиці». На її поверхні астронавтів зустрічає полишений земний зореліт, пронизаний зсередини вистрілами від лазерів. У кріслі керування застиг скелет людини, який герої хутко нарікають Космічним Жокеєм. Рештки інших членів команди відшукати не вдається. Коли вщухає пилова буря, дослідники помічають неподалік 100-метровий циліндр червоного кольору, який, як з'ясовується, збудували земляни. Пошуковці видираються на верхівку циліндра, після чого Кейн спускається через пройму вниз будівлі, знаходить там яйця, і невдовзі на нього стрибає лицехап. На цьому розходження з оригінальним варіантом майже закінчувались і далі сценарій відрізнявся лише конкретними деталями — як щодо першоджерела, так і щодо фільму, що за ним вийшов:
- Чужий здатний до миттєвої регенерації, і йому не страшний вогонь (Даллас у сцені своєї загибелі марно намагається спалити Чужого з вогнемета);
- Чужий нападає на Бретта, коли він перебуває в складі гурту, а не чимчикує сам-один шукати кота;
- Епізод, де Чужий проникає в харчове сховище, відбувається по тому, як він убиває Бретта;
- Еш називає Чужого терміном «Encephalopod»;
- Між Ріплі й Далласом була сцена сексу;
- Спроба викинути Чужого зі шлюзу провалюється, позаяк Еш умикає сирену, яка сполохує Чужого, і той завчасно відскакує від шлюзу;
- Даллас підозрює Еша в тому, що він саботує їх заходи зі спекання Чужого;
- По знищенні Еша, Ріплі більше не намагається увімкнути його, щоб почути відповіді;
- Ріплі дізнається, що безіменна планета була випробувальним полігоном людей, а Чужий — дослідний екземпляр наступальної біологічної зброї. Гілл у сценарії не наводив жодних пояснень щодо того, звідки взялися яйця (були вони знайдені на тій планеті, чи то пак чудовиськ створили вчені полігону), куди подівся увесь персонал із полігону, чому Чужих розводили в циліндрі й навіщо потвору намагалися доправити на Землю шляхом зараження.

Таке перероблення сценарію спричинило до напруженості між його творцями й Гіллом та Ґайлером, які не мали достатнього досвіду роботи з науково-фантастичними фільмами. Згідно з Шуссетом, «Вони були не надто вже успішні в його покращенні — чи й у не погіршенні». На думку О'Беннона, вони намагалися виключити його із списку авторів сценарію, і вписати туди себе. Однак, Гілл та Ґайлер додали в сценарій нові складники — включно з андроїдом Ешем, якого О'Беннон уважав зайвим відгалуженням сюжету, а Шусетт, навпаки, пізніше схарактеризував як «одну з найкращих деталей фільму… це була їхня ідея та їхній сценарій». Врешті-решт, Гілл і Ґайлер перебрали вісім чернеток сценарію, переважно, концентруючись на історії андроїда Еша, але водночас стараючись зробити діалоги природнішими й скорочуючи деякі сцени, що відбувалися на чужій планеті.
Попри численні переписування сценарію, компанія 20th Century Fox не була впевнена в сенсі фінансування чергового науково-фантастичного фільму. Однак після тріумфу «Зоряних війн» 1977 року інтерес студії до науково-фантастичного жанру значно зріс. Керролл згадував: «Коли „Зоряні війни“, вийшовши, стали правдивим хітом, жанр наукової фантастики несподівано зробився дуже ходовим». О'Беннон зізнавався, що «вони хотіли „проскочити“ слідом за „Зоряними війнами“, й проскочити хутко, а єдиним сценарієм із космічним кораблем на їхньому столі був „Чужий“». «Чужий» дістав карт-бланш від кіностудії та стартовий бюджет у 4,2 мільйона доларів.

### Остаточний варіант
Після того, як режисером фільму обранли Рідлі Скотта, О'Беннон спрацювався ним (хоча згодом, під час фільмування посварився) й показав йому свій первісний варіант сценарію. Скотту припала до смаку ідея іншопланетного зорельота й, після ґрунтовних доопрацювань та зведення разом усіх ідей, улітку 1978 року, перед початком фільмування, був презентований новий сценарій, що він і ліг в основу картини, проте, від самої стрічки він теж відрізнявся.

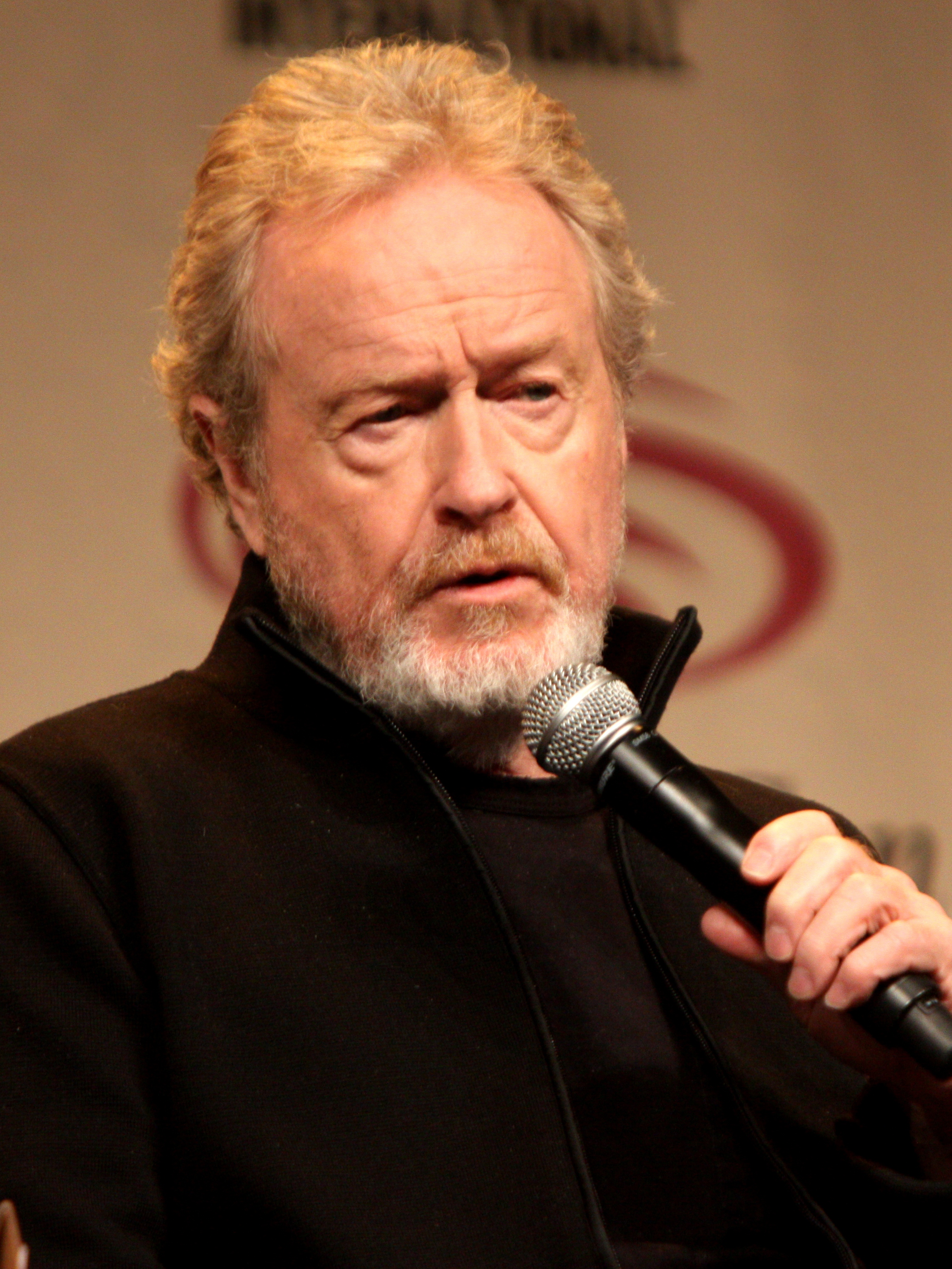
Режисер Рідлі Скотт

- На кораблі прибульців не було жодних мертвих гуманоїдів — тільки порожнє яйце Чужого й автоматичний механізм, який усе ці роки передавав сигнал (Даллас вимкнув механізм). Рідлі Скотт зумів наполягти на створення декорації Космічного Жокея.
- Дорогою до корабля астронавти зупинялися попід скелею дивної форми, щоб перечекати бурю. Коли вони йшли, глядачеві очима Еша, показували, що це п'ятиметровий скам'янілий прибулець. Збереглося кілька позазнімальних світлин цієї сцени, та фільмували її чи ні, достеменно невідомо.
- Сцену сексу між Ріплі й Далласом так і не зафільмували, проте Сігурні Вівер брала участь у її екранному тесті з актором Реєм Хассетом.
- Малася сцена, де труп Кейна бився об ілюмінатор відсіку, в якому Еш на початку фільму стежить за просуванням Ламберт, Далласа та Кейна. За сюжетом, Ріплі приходила туди, перш ніж піти до «Мами», тому що їй був потрібний код доступу до комп'ютера, який мав тільки Эш. Побачивши тіло Кейна, Ріплі втекла з відсіку. Сцену так і не зафільмували.
- Розширений монолог Еша, який був захоплений Чужим. Він пояснював, що Компанія засікла іншопланетний сигнал і давно розшифрувала його: колись прибульці також приземлилися на цій планеті, знайшли на ній яйця, один з них, подібно до Кейна, заразився, потім Чужий убив усіх членів екіпажу. Перед вимиканням Еш висловлював припущення, що Чужий може мати інтелект та пропонував Ріплі й решті встановити з ним контакт. Коли ж Ріплі спитала, чи намагався він сам це зробити, Еш відказав: «Нехай деякі мої таємниці помруть разом зі мною».
- Ламберт пропонувала перестати боротися й накласти на себе руки, випивши отруту.
- Фінальний герць Чужого й Ріплі на рятувальному був близьким до першої редакції О'Беннона, але зрештою підпав під бюджетні скорочення.

Версія, що спочатку Рідлі Скотт передбачав далеко похмуріший фінал, у якому Чужий убивав Ріплі, сідав у пілотське крісло й починав передавати на Землю повідомлення її голосом, є, фактично, міфом. Щоправда, Скотт дійсно під час фільмування висловлював уголос думку про такий розв'язок, але ніхто з членів знімальної групи не підтримав цю ідею, тому подібний кінець у розрахунок більше не брався.
Під завісу фільмування О'Беннон отримав листа від студії про те, що в титрах фільму авторами сценарію будуть указані Девід Ґайлер та Волтер Гілл. О'Беннон пішов на принцип і позивався на арбітраж Гільдії Сценаристів. За словами О'Беннона, над заявою на арбітраж він працював сумлінніше, ніж, власне, над самим сценарієм «Чужого». У підсумку, він виграв судовий розгляд і за присудом Гільдії заявлений у титрах фільму як єдиний автор «Чужого». Але проблема з авторськими правами на цьому не закінчилася — впродовж кільканадцяти років Волтер Гілл давав інтерв'ю, в яких стверджував, що витворив сюжет самостійно, а О'Беннон просто вкрав у нього сценарій. Тоді О'Беннон пригрозив позиватися на Гілла до суду, після чого він більше не торкався цієї теми. Ще один конфлікт виник у 1981 році, коли дехто Джек Гаммер силкувався позиватися на О'Беннона до суду з аналогічним звинуваченням. Йому знову вдалося обстояти своє ім'я. Він довів, що він написав свій сценарій на пів року раніше від Гаммера.

## Добір акторів
Кінопроби на ролі у фільмі відбувалися в Нью-Йорку та Лондоні. Позаяк у фільмі брало участь усього сім персонажів, Рідлі Скотт прагнув зібрати сильну акторську команду, що дозволило б йому сконцентруватися на роботі над візуальним сприйняттям фільму. Він запросив Марі Селвей, яка раніше працювала з ним над стрічкою «Дуелянти», очолити добір акторів у Великій Британії, тим часом як Мері Ґолдберґ орудувала кастингом у США. При розробці історії О'Беннон приділив найбільшу увагу Чужому, відклавши опрацювання персонажів на майбутнє. Він та Шуссет виписали всі ролі чоловічими, окремо зауваживши, що «всі члени команди повністю рівнозначні, тож будь-яка роль може бути зроблена як чоловічою, так і жіночою». Це дало Скотту, Селвей і Ґолдберґ змогу інтерпретувати персонажів і добирати акторів на свій розсуд. Вони хотіли, щоб команда «Ностромо» нагадувала простих космічних робітників у правдоподібній обстановці — «далекобійників космосу». За словами Скотта, подібна концепція була почасти наснажена «Зоряними війнами», що відхилися від змальовування безхмарного світу майбутнього, типового для фантастичних фільмів тієї доби.
Основними акторами «Чужого» стали:
- Сігурні Вівер у ролі Ріплі, ворент-офіцера «Ностромо». Рішення змінити стать головному героєві ухвалили Ґайлер та Гілл, які вважали, що це вирізнить стрічку серед інших фільмів цього жанру, що в них чільні ролі отримували переважно чоловіки. Вівер, дарма що вона мала куди більший досвід роботи на Бродвеї, ніж у кіно, на пробах вразила Скотта, Ґайлера та Гілла. Вона пробувалася на роль однією з останніх, тому більша частина її виступу відбувалася безпосередньо в студії в ході монтажу декорацій. Роль Ріплі стала першою головною роллю Вівер у кіно й принесла їй номінацію на премію «Сатурн» за найкращу жіночу роль, а також премію BAFTA в номінації «найбільш багатообіцяючий новачок в головній ролі».
- Том Скеррітт у ролі Далласа, капітана «Ностромо». Спочатку Скеррітт відхилив зроблену йому на ранній стадії проєкту пропозицію, оскільки режисер картини ще не був визначений, а фільм мав надто низький бюджет. Пізніше, коли на пост режисера був призначений Рідлі Скотт, а бюджет подвоєний, Скеррітт дав свою згоду.
- Яфет Котто в ролі Паркера, бортінженера. Чорношкірий американець, Котто був обраний для надання екіпажу «Ностромо» міжнародного характеру. Сценарій був запропонований Котто на хвилі його успіху в картині «Живи та дай померти», однак остаточна пропозиція ролі вимагала певного часу на перемовини з його агентом.
- Джон Герт у ролі Кейна, офіцера безпеки, в якого впроваджується ембріон Чужого. Скотт спочатку планував Гарта на цю роль, та під час фільмування «Чужого» той мав був брати участь в іншому проєкті в Південній Африці, тому роль Кейна була віддана Джону Фінчу. Проте, першого ж знімального дня Фінч серйозно занедужав; лікарі поставили йому діагноз «гострий діабет, ускладнений бронхітом». До цього часу Герт уже був у Лондоні, позаяк його південноафриканський проєкт не склався, і зміг оперативно замінити Фінча. За цю роль Герта висунули на премію BAFTA в номінації «найкращий актор другого плану».
- Ієн Голм у ролі Еша, офіцера з науки, прихованого андроїда, що має директиву привезти Чужого корпорації-власнику «Ностромо». Голм, який до 1979 року зафільмувався вже в двадцяти стрічках, був найдосвідченішим актором з усієї групи.
- Гаррі Дін Стентон у ролі техніка Бретта. На кінопробі першими словами Стентона, зверненими до Скотта були «Не полюбляю наукову фантастику та фільми про монстрів». Ця фраза потішила Скотта, але він усе ж таки переконав Стентона взятися за роль, запевнивши того, що «Чужий» ближчий до трилера на кшталт «Десяти негренят».
- Вероніка Картрайт у ролі Ламберт, штурмана «Ностромо». Картрайт уже мала досвід фільмування в горорах і фантастичних картинах — зокрема, вона фільмувалась у «Птахах» і «Вторгненні викрадачів тіл». Попередньо її затвердили на роль Ріплі, та, прибувши до Лондона на примірку костюма вона дізналася про те, що її призначили на роль Ламберт. Їй не сподобалась емоційна слабкість персонажа, та все ж таки вона погодилася на цю роль: «Вони переконали мене в тому, що я уособлюватиму страх аудиторії, що я буду віддзеркаленням їхніх відчуттів». За свою роботу в цьому фільмі Картрайт дістала премію «Сатурн» у номінації «найкраща жіноча роль другого плану».
- Боладжі Бадеджо в ролі Чужого. Нігерійський масай і студент-дизайнер був знайдений у барі одним із членів фільмувальної групи, який привів його до Рідлі Скотта. Скотт вирішив, що Бадеджо з його зростом 218 см, зможе зіграти Чужого, адже його руки й ноги здавалися неприродно довгими, створювалася ілюзія того, що під костюмом не могла бути людина. Однак, у Бадеджо виявилася боязнь висоти і тому був виготовлений ще один, менший, костюм, який у ряді сцен по черзі надягали каскадери Едді Пауелл і Рой Скаммелл.
- Елен Хортон  — голос «Мами», бортового комп'ютера «Ностромо».

Щоб допомогти акторам у роботі над їхніми образами, Скотт написав історії для кожного з персонажів, що розкривають їхнє походження. Він фільмував репетиції артистів, аби спіймати в кадрі вдалі імпровізації й закарбувати напругу в стосунках між деякими акторами, щоб перекласти це на персонажів фільму.
Кінокритик Роджер Еберт, зазначив: актори в «Чужому» були старшими, ніж в інших тодішніх стрічках цього жанру, що допомогло зробити персонажів переконливішими. Жоден з акторів не був молодим. Том Скеррітт, що зіграв капітана, мав 46 років, Гарт — 39, але він виглядав старшим, Голм — 48, Стентон — 53, Котто — 42 і лише Картрайт мала 29, а Вівер 30 літ. Багато тогочасних фільмів зображали молодих героїв, яких доводилося робити старшими для рекламних постерів, але з акторами «Чужого» в цьому не було потреби, адже задум авторів звучав так: це не шибайголови, а робітники, винайняті для доправлення 20 мільйонів тонн руди на Землю. Додатковий ефект реалізму досягався за рахунок того, що глядачі бачили в героях самих себе, звичайних трударів, із їхніми повсякденними турботами на тлі світу майбутнього.

## Фільмування
Коли постало питання про зовнішність Чужого, О'Беннон показав Скотту альбом Ґіґера «Necronomicon». Малюнки вразили режисера й він винайняв швейцарця для створення образу прибульця, але вийшло так, що маляр перевиконав початковий план, куруючи також дизайн іншопланетного космічного корабля, лицехапа, яєць (їх йому довелося перемальовувати, бо на первинних ескізах їхні вершечки нагадували жіночі статеві органи) й Космічного Жокея. Перший нарис Чужого Ґіґер зробив одразу ж після пропозиції про співпрацю, а оскільки подія сталася в кав'ярні, то єдиним папером, що був напохваті, виявилась серветка. Задля виготовлення лицьової частини маски Чужого був використаний справжній людський череп, позаяк планувалось зобразити Чужого з очима (Ґіґер навіть зробив начерки, де Чужий має велетенські гуманоїдні очі), але так той виглядав не дуже переконливо і тому Чужому залишили первісну подобу. Малася також ідея створити костюм Чужого прозорим, щоб показати його скелет та кровоносну систему. Від цієї ідеї мусили відмовитися, тому що на практиці завдання із створення такого костюму виявилась нездійсненним. Для великих планів, де Чужий ворушить щелепами, Карло Рамбальді витворив аніматронну голову Чужого, яку після кожного дублю доводилося перефарбовувати, бо слиз роз'їдав фарбу.
Знімання фільму тривало чотирнадцять тижнів з 5 липня до 21 жовтня 1978 року. Основна робота відбувалася на студії Shepperton Studios в Лондоні, а моделі та мініатюри фільмували у Bray Studios. Короткий час виробництва пояснюється досить малим бюджетом картини та тиском з боку 20th Century Fox, яка вимагала вчасного виходу стрічки в прокат. Команда з понад 200 людей створила три принципово різні декорації: краєвид планетоїду, інтер'єр «Ностромо» та облаштування корабля прибульців. Артдиректор фільму, Лес Ділей, створив поверхню планетоїду й комічного апарата в масштабі 1/24 на основі дизайну Ґіґера. Кілька тонн піску, пластику, каміння та гравію було використано для відтворення пустельного ландшафту планетоїду.
Моделі корабля «Ностромо» зробили з дерева, оргскла й пластмаси, а їхні деталі взято із збірних наборів бомбардувальників і танків Другої Світової війни, з різноманітних пластмасових форм, які постачає для любителів моделювання компанія EMA, також використано 200 наборів для створення американських космічних шатлів і 20 наборів TIE-винищувачів і стільки ж наборів із моделями R2-D2 з «Зоряних війн». Ці самі 200 наборів від шатла використовували для створення двигуна «Ностромо» (використані паливні баки), який з'являється на кілька секунд наприкінці фільму. Усього були зроблені три моделі «Ностромо»: середня для середніх і загальних планів (завдовжки 1,2 метра), маленька для видів ззаду й показу тягача в мініатюрі з заводом (30 см) та найбільша для сцен відлітання від заводу й приземлення на планетоїд (близько 4 метрів завдовжки — для великих планів).
Єдиною деталлю корабля, збудованою в натуральну величину, була 18-ти метрова посадкова опора для демонстрації зовнішнього боку «Ностромо». Зафільмована великим планом під час приземлення корабля, вона мала показати, що він дуже великий (згодом цю опору використали для декорації прогалини, де Чужий нападає на Бретта, і де Ріплі пізніше знаходить кокон із Далласом). Проте Рідлі Скотт однаково був незадоволений розмірами макету порівняно зі зростом акторів. Він вирішив використати при зніманні (у сцені, де Даллас, Ламберт та Кейн проходять повз опору) своїх двох синів Джейка та Люка й сина оператора, які були меншими на зріст, аніж дорослі актори. Їх одягли у зменшені копії скафандрів. Це дало змогу візуально збільшити розмір корабля. Такий самий прийом був використаний при зніманні внутрішньої частини корабля прибульців.
Поза тим, кам'янистим ґрунтом планетоїду актори простували у важких, незручних костюмах з нейлону. Ці імітації скафандрів не мали систем охолодження й відведення вуглецю, що утворювався при диханні. Такі умови призводили до сильного виснаження артистів. Джон Герт слабував на клаустрофобію, тож на знімальному майданчику постійно чергувала медсестра з кисневим балоном.
Сцена, в якій Чужий вилізає з грудей Кейна, не була попередньо описана акторам у деталях (тільки Джон Герт знав її концепцію). Вероніка Картрайт, до прикладу, не знала, що на неї цівкою бризне кров, і її реакція в кадрі була цілком природною. Сцену зафільмували на чотири камери за один дубль. Для епізоду, в якому Паркер зносить Ешу голову, зробили торс з аніматронною головою, який надягли на курдупля-ляльковода, і коли голова робота повисла на тулубі, він, рухаючи руками, бігав перед камерою. Для сцени, де голова Еша стоїть на столі, збирались використовувати ту саму аніматронну голову, та її міміка виглядала такою неприродною, що в підсумку в столі зробили дірку, в яку актор Ієн Голм ушморгнув свою голову. У кожному дублі Рідлі наливав йому в рот молоко, яке починало витікати в актора з рота, щойно він заговорював. Нутрощі андроїда складались з макаронів, кав'яру, мармурових кульок та молока замість крові.
Із невідомих причин, у ролі Джонсі замість одного фільмувались чотири однакові коти. Сцена, в якій кіт мимохіть виходить назустріч персонажу Гаррі Діна Стентона, а відтак сичить, помітивши за його спиною Чужого, вибудовувалась за участю собаки, якого спочатку сховали від котячих очей у замкненій клітці, а потім несподівано прибрали загорожу.

## Вирізані сцени
Багато зафільмованого Скоттом матеріалу при монтажі вирізали (чернеткова версія тривала понад три години). Утім, плівка, що пішла в кошик для сміття, це переважно мало придатні для проглядання моменти — купа дублів (а Скотт полюбляв робити їх до без кінця), уривки діалогів, різні ракурси Чужого, в яких він більше скидався на людину в костюмі. Кілька сцен видалили через віковий рейтинг. 2003 року на DVD вийшла версія, що містила половину викинутих епізодів. Тривалість режисерської версії складає 1 годину 55 хвилин 41 секунду, прокатної — 1 годину 56 хвилин 32 секунди. Поза тим, сам Рідлі Скотт, за режисерську версію вважає первинний, змонтований 1979 року тригодинний варіант, який не зберігся. Видання 2003 року перемонтовано з прокатної версії з урахуванням випадково знайдених на студії фрагментів, що раніше не увійшли до фільму.
- Команда «Ностромо», стоячи на капітанському містку, прослуховує той самий горезвісний сигнал і дізнається, з якої планети він виходить (включена і у видання 2003 і в додаткові матеріали, але звук таємничого сигналу в обох версіях суттєво різниться).
- Кейн дістає пістолета, перш ніж нахилитися до яйця.
- Сутичка між Ламберт та Ріплі через те, що остання відмовлялася впускати інфікованого Кейна на облавок.
- Щойно Чужий утягає Бретта, у відсік прибігають Ріплі й Паркер. Паркеру на футболку згори крапає кров (включена в видання 2003, але на диску з додатковими матеріалами це місце є прямою частиною попередньої альтернативної смерті Бретта, де Чужий стискає йому голову — сцена зафільмована одним планом і кадр із Джонсі відсутній).
- Ріплі виявляє кокони з Далласом і Бреттом і спалює ще живого Далласа та інші знаки життєдіяльності Чужого з вогнемета (включена у видання 2003, але «додаткові матеріали» подають інший варіант, який дещо відрізняється за монтажем і звуковими ефектами).

Щоб вставити нові сцени, Рідлі Скотт скоротив на 10-15 секунд багато епізодів прокатної версії:
- діалог Ріплі з Ешем з приводу розшифрування сигналу комп'ютером;
- сцена дослідження корабля Жокеїв;
- розмова Ріплі з Далласом про Еша;
- Даллас питає в бортового комп'ютера, як знищити Чужого, але не отримує жодної відповіді;
- перші лови Чужого;
- пошуки Чужого у вентиляції;
- отримання Ріплі приступу до «Мами»;
- готування Еша до допиту;
- уся кінцева частина — з кожної сцени вирізані кадри.

### Представлені окремо
Сцени, презентовані в «додаткових матеріалах» до фільму на спеціальному DVD-виданні й деяких відеовипусках:
- При початках фільму одним планом демонструвався зовнішній дизайн буксира (кадр був присутній тільки в спеціальних відеовипусках і більше не видавався).
- Після того, як на початку Кейн прокидається, він у халаті приходить до їдальні, вмикає кавомолку й вітається з Ламберт, що туди підійшла. Ламберт у кадрі не з'являється, чути лише її голос. У сценарії Кейн вітається з іншими членами команди, що підійшли туди один за одним.
- Сцена проникнення всередину зорельота. Кадри показують іншопланетний корабель з іншого ракурсу в ту мить, коли Ламберт, Даллас та Кейн підходять ближче.
- Сцена встановлення лебідки, що передує спуску Кейна в підземний тунель.
- Ламберт та Даллас вносять Кейна в шлюз «Ностромо» (не збереглася).
- Ріплі питає в Ламберт, що сталося з Кейном. Ламберт переповідає слова Кейна про яйця Чужих у трюмі іншопланетного корабля. Діалог є частиною іншої вирізаної сцени, де висвітлена сварка Ламберт та Ріплі.
- Члени команди проходять до медичного відсіку й оглядають Кейна. Ламберт помічає на екрані сканера якусь пляму в грудній клітці Кейна.
- Розмова Паркера та Бретта в одному з підсобних відсіків під час ремонту.
- Команда обговорює способи знайдення Чужого, після чого Паркер та Бретт ідуть робити електрошокер.
- Сцена смерті Бретта в сценарії була описана інакше. Чужий просував між ніг Бретта хвіст та втикав йому в потилицю жало. Цей кадр вставили в сцену смерті Ламберт. Згодом концепція описаної сцени була змальована в коміксі, що вийшов у «Heavy Metal».
- Альтернативний варіант смерти Бретта: Чужой, що гарчить, стискає лапами голову жертви, звідки сочиться кров (сцена не увійшла до фільму через цензуру).
- Перед тим, як рушити розмовляти з «Мамою», Ріплі заспокоює Ламберт, цікавлячись, чи спала вона з Ешем.
- Довга сцена, де команда пробує заманити Чужого в шлюз і викинути в космос, але задум провалюється, бо зненацька вмикається сигнал аварійної тривоги і Чужий утікає. У Ріплі народжується підозра, що сигнал увімкнув Еш (але зафільмували тільки сцени на містку, де Ріплі та Ламберт чують голос Паркера з передавача: він помітив Чужого поряд із шлюзом; кадри з самим Чужим не фільмували).
- По тому, як Ламберт уздріла Чужого, той повзе до неї підлогою на манір краба.
- Малася ідея показати фронтально Чужого, коли він рухається коридорами «Ностромо», і тому зафільмували кілька екранних тестів, у яких Боладжи Бадеджо, напнувши маску Чужого, сновигав декораціями з відповідною мімікою (тести показали: Чужий у такому антуражі виглядає не надто переконливо).

### Рідліграми
«Рідліграми» — так називав Рідлі Скотт власноруч виконане поепізодне розкладання фільму. Зробивши його він вигадав сцени, які не мав сценарій. Частина з них, одначе, не була зафільмована.
- Пробудження — Скотт бачив початок стрічки фільмуванням великим планом ніздрі Кейна, що прокидається, крізь укритий ожеледдю ковпак кріокапсули.
- «Миші» — коридорами «Ностромо» літали маленькі ремонтні роботи, що їх Скотт у рідліграмах називав «Миші».
- Антена — зовнішній екстер'єр «Ностромо» мав велику тарілку-антену, яка повинна була розкриватися, як квітка (на взірець люків у повітряходах).
- Шолом Кейна — шолом Кейна знімав по шматочках медичний модуль за допомогою хитромудрих інструментів.
- Поховання Кейна — два члени екіпажу надягають свої скафандри й виштовхують Кейна у відкритий космос. Решта спостерігає за цим усім через монітор. Для Джона Герта навіть виготовили спеціальний саван.
- Смерть Бретта — Чужий виривав серце з грудей Бретта. Знайшовши його труп, астронавти згадували про аналогічний отвір у тілі Космічного Жокея.
- Ремонт — Паркер і Бретт виходять у космос лагодити корпус «Ностромо». Скотт пропонував цю ідею, аби глядачі мали нагоду ліпше уявити розміри корабля. Рон Кобб навіть спроєктував дизайн невеликого транспортного засобу для переміщення вздовж корпусу «Ностромо». Сцену довелося прибрати з економічних міркувань.

## Адаптації

### Книги
Того ж року (1979) Алан Дін Фостер видав роман, оснований на стрічці. Роман був написаний за остаточним варіантом сценарію, але саме сценарію, а не фільму, тому Космічний Жокей у тексті відсутній (хоча згадується в наступній новелізації «Чужі») (з-поміж іншого, сцен сексу Ріплі й Далласа та трупа Кейна біля ілюмінатора в новелізації немає так само).
У 1993 році Марина Наумова та Гліб Кірєєв під псевдонімом «Алєкс Рівендж» випустили у видавництві «Марія» свою новелізацію за фільмом. До роману не ввійшли пропущені сцени, частково були змінені імена персонажів (ба навіть частини їхніх біографій) і додано чимало нововведень, що не стосуються фільмів. Опріч того, письменник придумав альтернативну четверту частину саґи (позаяк під той час її ще не фільмували), в якій Ріплі потрапляє у світ Чужих.

## Приквел
2012 року Рідлі Скотт створив приквел фільму — «Прометей», що не має прямого відношення до сюжету «Чужого», концентруючи увагу на Космічних жокеях. Проте картина має окремі сюжетні деталі, що своєрідно розкривають появу Чужих як виду.